# Barleux
Barleux là một xã ở tỉnh Somme trong vùng Hauts-de-France.

## Địa lý
Thị trấn này tọa lạc 3 dặm Anh so với đường A1, tại giao lộ của các đường D79 và đường D148, khoảng nửa đường giữa Amiens và Saint Quentin

## Dân số
| 1962                                                           | 1968 | 1975 | 1982 | 1990 | 1999 | 2007 |
| -------------------------------------------------------------- | ---- | ---- | ---- | ---- | ---- | ---- |
| 282                                                            | 306  | 301  | 289  | 297  | 312  | 320  |
| Số liệu điều tra dân số từ năm 1962, dân số không tính hai lần |      |      |      |      |      |      |